# Ревазов, Ацамаз Измаилович
Ацама́з Измаи́лович Рева́зов (род. 15 апреля 2005, Алагир, Северная Осетия) — российский футболист, нападающий клуба «Оренбург».

## Биография
Родился в Алагире.
Воспитанник академии «Краснодара».
7 февраля 2024 года подписал контракт с клубом «Кубань-Холдинг». 31 марта 2024 года в матче Второй лиги (дивизион «Б») против махачкалинского «Легиона» дебютировал в профессиональном футболе.
19 февраля 2025 года перешёл в «Оренбург». 29 марта 2025 года в матче против московского «Динамо» дебютировал в РПЛ.

### Семья
- Ревазов, Арсен Измаилович — младший брат, футболист[7].

## Статистика выступлений
| Выступление      | Выступление       | Выступление      | Лига | Лига | Кубки | Кубки | Итого | Итого |
| Клуб             | Лига              | Сезон            | Игры | Голы | Игры  | Голы  | Игры  | Голы  |
| ---------------- | ----------------- | ---------------- | ---- | ---- | ----- | ----- | ----- | ----- |
| Кубань-Холдинг   | Вторая лига («Б») | 2024             | 29   | 3    | 4     | 3     | 33    | 6     |
| Кубань-Холдинг   | Итого             | Итого            | 29   | 3    | 4     | 3     | 33    | 6     |
| Оренбург         | РПЛ               | 2024/25          | 7    | 1    | 0     | 0     | 7     | 1     |
| Оренбург         | РПЛ               | 2025/26          | 1    | 0    | 2     | 0     | 3     | 0     |
| Оренбург         | Итого             | Итого            | 8    | 1    | 2     | 0     | 10    | 1     |
| → Оренбург-2     | Вторая лига («Б») | 2025             | 1    | 0    | —     | —     | 1     | 0     |
| → Оренбург-2     | Итого             | Итого            | 1    | 0    | —     | —     | 1     | 0     |
| Всего за карьеру | Всего за карьеру  | Всего за карьеру | 38   | 4    | 6     | 3     | 44    | 7     |